# كأس الاتحاد 1975
كأس الاتحاد 1975 (بالفرنسية: Coupe de la Fédération 1975)‏ هو الموسم 13 من  كأس فيد. أقيم خلال الفترة 5 مايو 1975 وحتى 11 مايو 1975، وفاز فيه منتخب تشيكوسلوفاكيا لكأس فيد.